# ТЕС Бертоніко-Турано
ТЕС Бертоніко-Турано – теплова електростанція півночі Італії у регіоні Ломбардія, провінція Лоді. Споруджена з використанням технології комбінованого парогазового циклу.
Введена в експлуатацію у 2011 році, станція має один блок номінальною потужністю 805,4 МВт. У ньому встановлені дві газові турбіни потужністю по 277,2 МВт, які через котли-утилізатори живлять одну парову з показником 264,8 МВт.
Загальна паливна ефективність ТЕС становить 57%.
Як паливо станція використовує природний газ.
Видалення продуктів згоряння із котлів-утилізаторів відбувається за допомогою спарених димарів висотою по 100 метрів.
Зв’язок із енергомережею відбувається по ЛЕП, розрахованій на роботу із напругою 380 кВ.